# Capitale Acosta
Capitale Acosta est l'une des deux divisions territoriales de la municipalité d'Acosta dans l'État de Monagas au Venezuela. À des fins statistiques, l'Institut national de la statistique du Venezuela a créé le terme de « parroquia capital », ici traduit par le terme « capitale » qui correspond au territoire où se trouve le chef-lieu de la municipalité afin de couvrir ce vide spatial, qui, selon la loi sur la division politique territoriale publiée dans le Journal officiel de l'État « n'attribue pas de hiérarchie politique territoriale, ni de description de ses limites respectives ». Ce territoire s'articule autour de San Antonio de Maturín, chef-lieu de la municipalité.